# مسجد سيدي البغدادي
مسجد سيدي البغدادي هو مسجد من مساجد مدينة تونس، يقع بالجنوب الغربي للمدينة.

## الموقع
يقع المسجد بنهج سيدي البغدادي قرب باب منارة.

## التّاريخ
تمّ بناؤه في العهد الحفصي، في القرن الثّالث عشر ميلادي الموافق للقرن السّابع هجري، كما هو مذكور باللّوحة الرّخاميّة.

## معرض الصّور

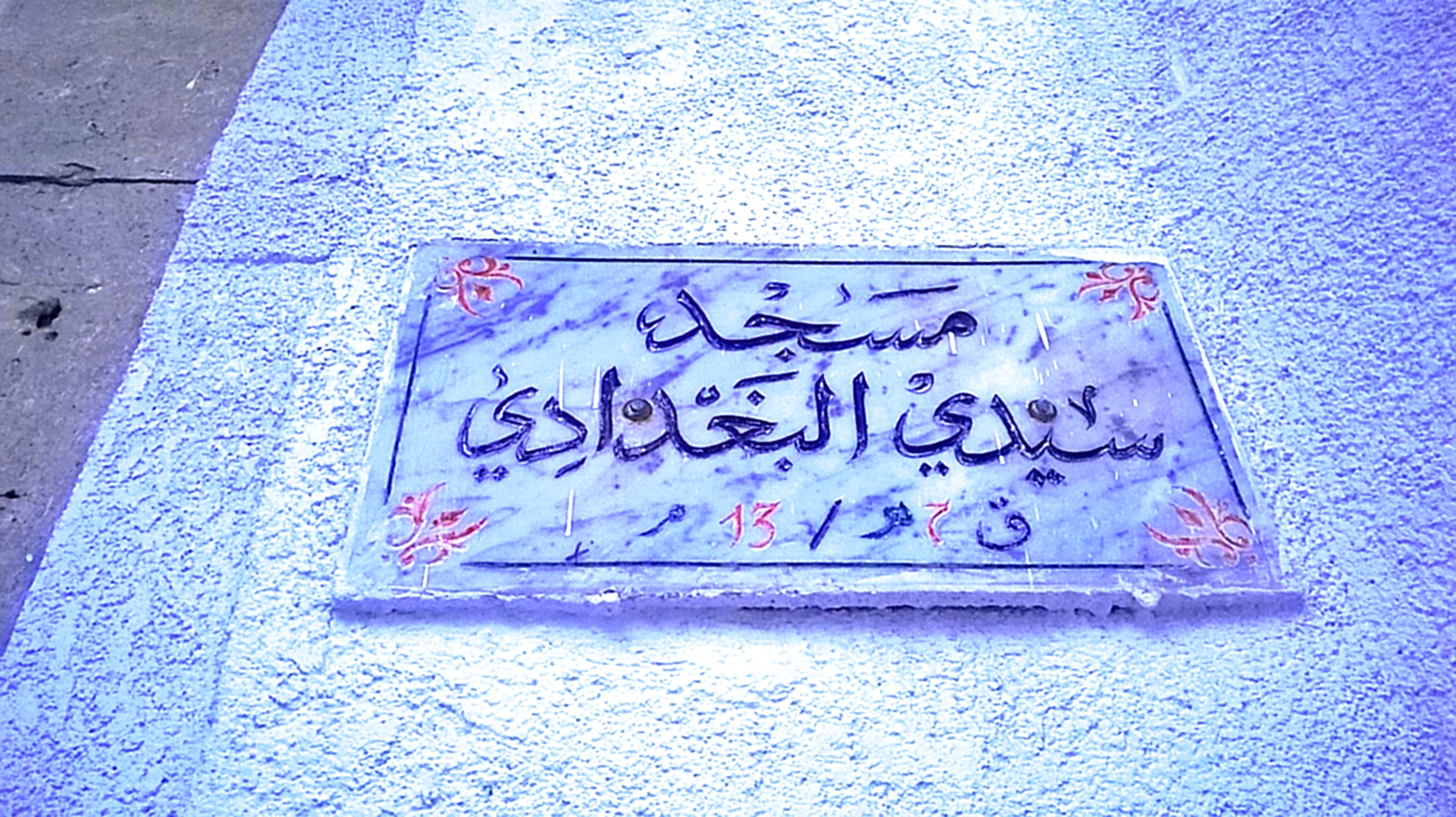
لوحة رخاميّة مكتوب عليها تاريخ بناء المسجد
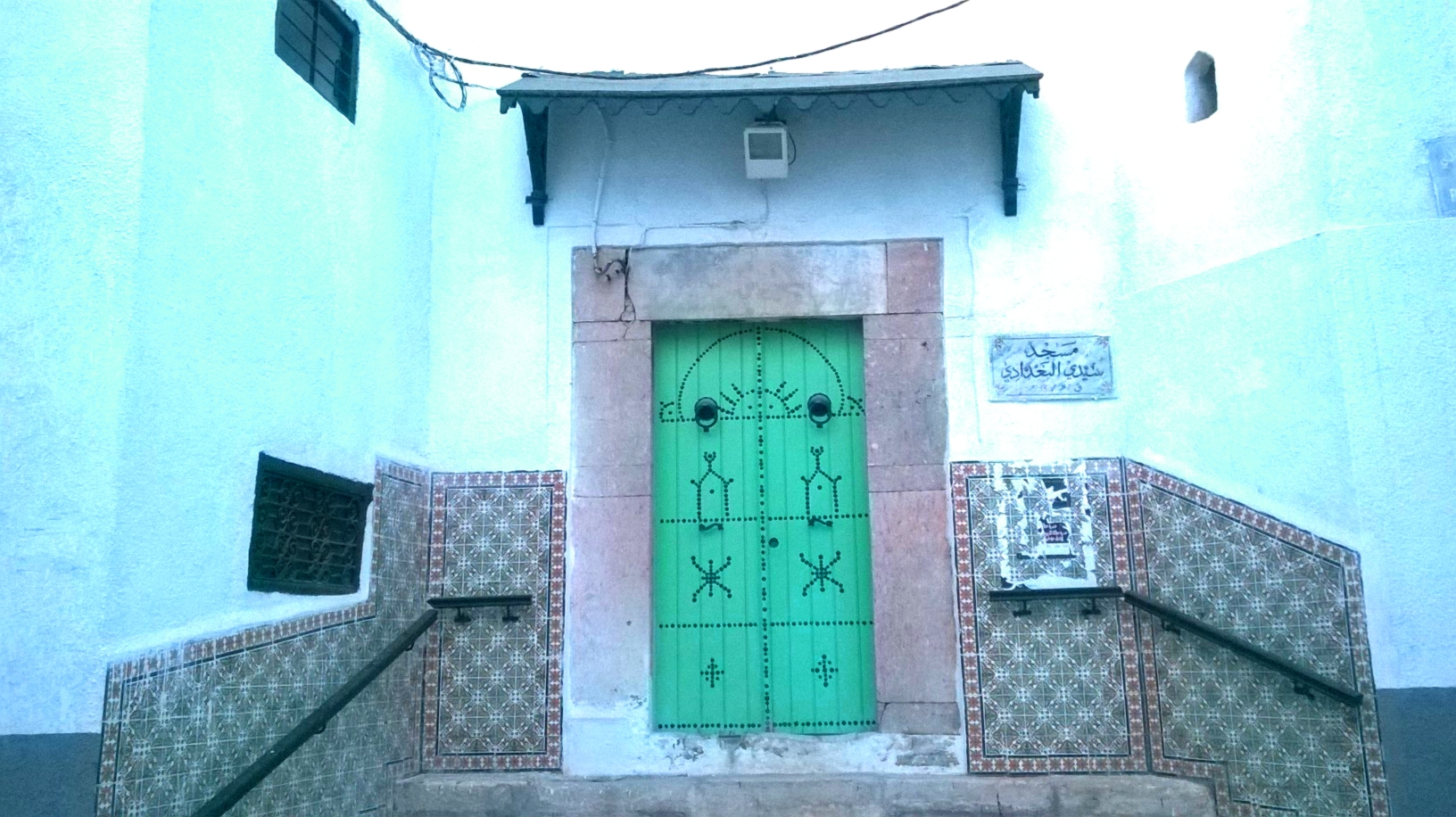
مدخل المسجد
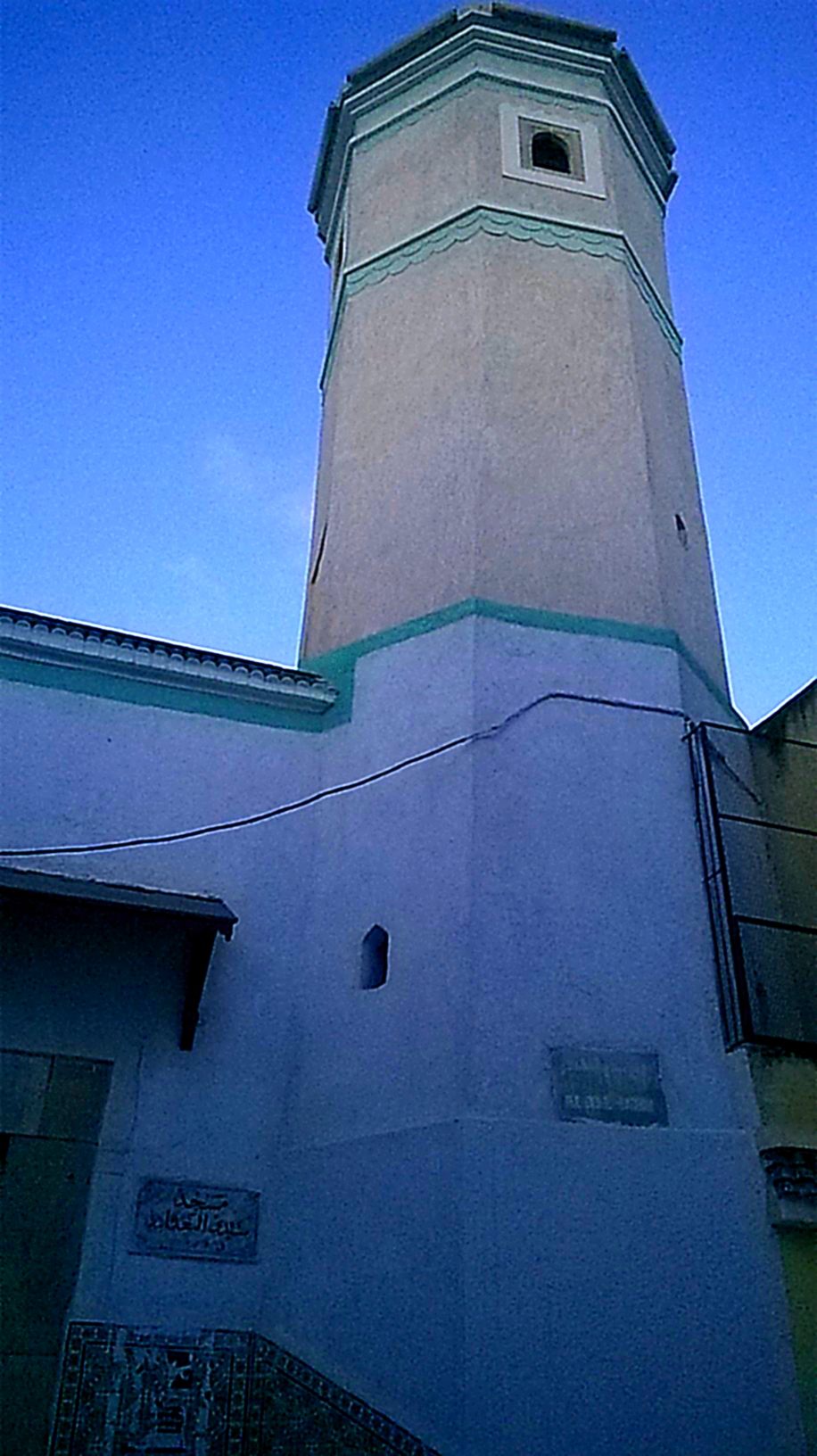
المئذنة
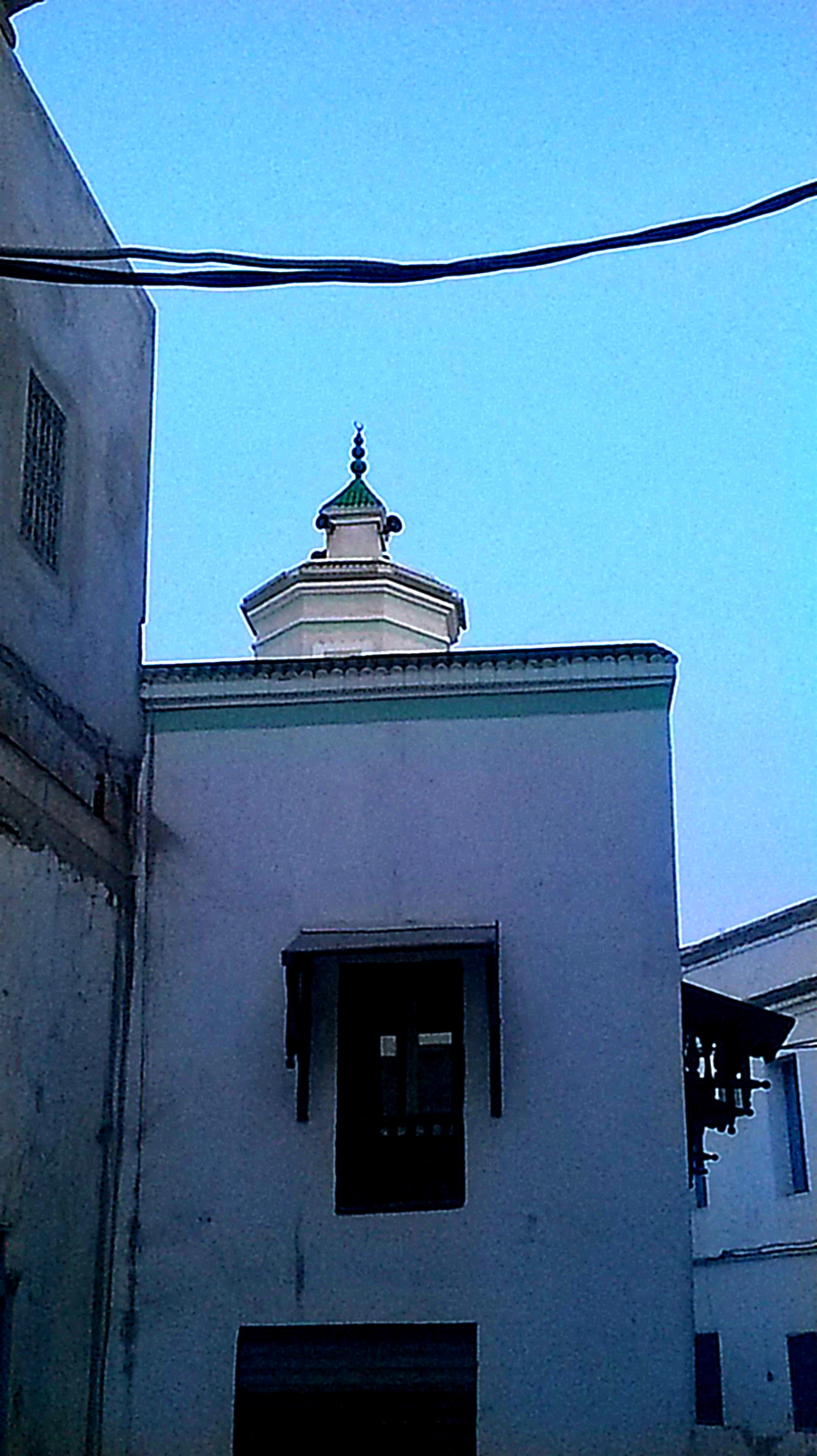
صورة للمئذنة من نهج بوخريص